# Mangiatore di Soli
Un Mangiatore di Soli è un'arma vivente immaginaria creata artificialmente, presente nell'Universo DC.

## Storia
Un Mangiatore di Soli è una nebulosa vivente, con l'abilità di drenare l'energia presente nelle stelle; questo processo spegne le stelle e causa il raffreddamento dei sistemi solari (e la morte di tutti gli esseri viventi presenti in esso). I Mangiatori di Soli furono creati dalla razza aliena nota come Controllori come via per distruggere interi mondi da loro considerati "troppo malvagi". Ogni Mangiatore di Sole viene tenuto in uno stato dormiente finché non deve essere utilizzato, naturalmente controllati tutti da un Controllore.
Una creatura chiamata Mangiatore di Soli fu descritta per la prima volta in una storia della Legione dei Super-Eroi in Adventure Comics n. 305 (febbraio 1963), e fu un essere umanoide di fuoco verde che "si aggira attraverso lo spazio, nutrendosi di corpi solari, assorbendone il calore e l'energia". In una breve vignetta, la creatura fu attirata dalla vista calorifica di Mon-El.
Un altro essere chiamato Mangiatore di Soli fu protagonista in Adventure Comics n. 353 (gennaio 1967), in una storia ambientata nel XXX secolo, set delle storie della Legione, dello scrittore Jim Shooter. Il suo custode divenne matto e decise di scatenarlo contro la Via Lattea senza alcuna provocazione da parte di questa. Per fermare la creatura la Legione dovette reclutare alcuni dei peggiori criminali della galassia per farsi aiutare (questi criminali avrebbero formato successivamente i Fatal Five). Ma alla fine si riuscì a trovare un solo modo per sconfiggerlo: una bomba "anti-energia" che sarebbe stata fatta detonare dentro il suo nucleo. Solo Superboy era sufficientemente invulnerabile da portare la bomba all'interno del Mangiatore di Soli, ma fu indebolito dalle radiazioni presenti al suo interno (radiazioni del sole rosso appena consumato). Ferro Lad, una nuova aggiunta della Legione che possedeva il potere di tramutarsi in ferro vivente, era l'unico a poter sopportare le radiazioni, ma non la potenza dell'esplosione. Eroicamente, rubò la bomba e la portò lo stesso a destinazione, uccidendo se stesso e il Mangiatore di Soli salvando così la galassia.
Durante un periodo in cui Superman fu mandato avanti e indietro nel tempo dopo un confronto con Booster Gold e un membro rinnegato chiamato Linear Man, aiutò la Legione a sconfiggere un altro Mangiatore di Soli del tipo visto nella storia del 1967. Sebbene il Legionario Wildfire tentò di piazzare un'altra bomba nel suo centro, il piano fallì quando il nemico lo intercettò e aumentò le sue difese interne costringendo il supereroe al ritiro. Mentre Superman e gli altri Legionari tentavano di attirare l'attenzione del Mangiatore di Soli, Wildfire viaggiò fino al suo centro abbandonando la sua armatura da combattimento - Wildfire è un essere di pura energia - lasciando che Shrinking Violet la riconfigurasse così da tramutarla in un'arma. Il Mangiatore di Soli venne poi distrutto, dopo che Superman ebbe salvato Shrinking Violet all'ultimo secondo, sebbene l'esplosione che ne seguì lo scaraventò nuovamente nel tempo.
Un altro Mangiatore di Soli comparve in DC Comics Presents n. 43, in una storia ambientata nel XX secolo. Il criminale spaziale Mongul uccise un Controllore e rilasciò il suo Mangiatore di Soli per distruggere la Terra per vendicarsi della sua sconfitta per mano di Superman. La Legione viaggiò nel tempo fino al presente per aiutare Superman nella sua battaglia. Mentre Superman si scontrava con Mongul, Wildfire si sacrificò apparentemente facendo esplodere il suo corpo di anti-energia dentro il nucleo del Mangiatore di Soli, ma riuscì a ricomporsi.
Dopo gli eventi di Ora zero - Crisi nel tempo, la storia fu alterata in maniera talmente radicale da annullare quanto precedentemente narrato, come non fosse mai accaduto. Nella nuova continuity della Legione, il Mangiatore di Soli era un mito, inventato dal Presidente dei Pianeti Uniti per riunire i membri dei mondi contro una minaccia esterna, incrementando così il suo potere di base. Questo piano fu esposto dalla Legione. Durante questa storia, fu menzionato in passato che un Mangiatore di Soli fu visto per l'ultima volta nel XX secolo.
Tutto ciò condusse alla comparsa post-Ora Zero del Mangiatore di Soli, nella miniserie The Final Night; ambientato nel presente più che nel futuro della Legione. Un Mangiatore di Soli malvagio distrusse numerosi pianeti, infine giungendo nel nostro sistema solare seguendo l'odore del nostro Sole. Gli eroi della Terra non riuscirono a fermarlo, finché Parallax non sacrificò i suoi poteri e la vita per distruggerlo e riaccendere il Sole.
Nella miniserie The Return of Donna Troy, si scoprì che un pianeta di nome Minossys ospitò una fabbrica di Mangiatori di Soli nascosto all'interno del pianeta. Uno di questi Mangiatori di Soli fu utilizzato uccidere Hyperion e Thia, due dei Titans of Myth.
Al termine della miniserie Crisi infinita (2006-2007) un Mangiatore di Soli "junior" fu fornito da Donna Troy, per essere utilizzato dal Corpo delle Lanterne Verdi per imprigionare Superboy-Prime.
Nel fumetto fuori continuity All Star Superman, un piccolo Mangiatore di Soli era parte dello zoo intergalattico nella Fortezza della solitudine di Superman. Veniva nutrito con soli in miniatura creati da Superman con un'incudine dal Nuovo Olimpo. La creatura infante fu infine lasciato libera da Superman, ma venne poi in suo aiuto per sconfiggere Solaris che lo uccise.
Nella serie 52, Lobo, Starfire, Adam Strange e un membro del Corpo delle Lanterne Verdi di nome Ekron sconfissero Lady Styx spingendola in un gruppo di Mangiatori di Soli. Animal Man riuscì in seguito ad acquisire i poteri del Mangiatore di Soli, acquisendo "mappe di migrazione", l'abilità di sopravvivere nello spazio aperto e altri tratti.
Durante una battaglia con la Justice League, Starbreaker affermò che i Mangiatori di Soli erano la forma larvale della sua specie.

## Altri media
- Nell'episodio in due parti "Sundown" della serie animata Legion of Super-Heroes, un Mangiatore di Soli fu liberato da una cella contenitrice da un Controllore rinnegato. Brainiac 5 spiegò che i Mangiatori di Soli furono creati durante una guerra interstellare chiamata la "grande crisi". Creati per spaventare le due parti alla fine del conflitto, l'arma fu utilizzata solo due volte, ma allora si dimostrò impossibile da distruggere o smantellare. La Legione si unì ai Fatal Five per creare un'arma in grado di distruggerlo. Quando l'arma fallì la detonazione a causa di una connessione fallata, Ferro Lad si sacrificò per agire da conduttore.
- Nel film d'animazione All-Star Superman, il Mangiatore di Soli ha le stesse funzioni che ha nel fumetto.